# Water on the Road
Water on the Road es una película realizada en DVD y Blu-ray por el cantante estadounidense Eddie Vedder.  Documenta la gira como solista de Vedder realizada en 2008, en la que ejecuta canciones de su grupo Pearl Jam, versiones de otros artistas y canciones propias, incluyendo canciones de la banda sonora de la película Into the Wild. La película está formada principalmente por los conciertos ofrecidos por Vedder el 16 y 17 de agosto de 2008 realizados en el Warner Theatre en Washington, D.C. Fue lanzado a la venta el 31 de mayo de 2011.

## Lista de canciones
1. "The Canyon"
2. "Sometimes"
3. "Trouble"
4. "Around the Bend"
5. "Girl from the North Country"
6. "Guaranteed"
7. "Setting Forth"
8. "Far Behind"
9. "No Ceiling"
10. "Rise"
11. "Golden State"
12. "Society"
13. "Forever Young"
14. "Ed Piano" (Instrumental)
15. "I'm Open"
16. "Man of the Hour"
17. "Driftin’"
18. "No More"
19. "You’re True"
20. "Ukulele Interlude" (Instrumental)
21. "Unthought Known"
22. "Arc"
23. "Hard Sun"
24. "The Canyon (reprise)"